# قائمة قرارات مجلس الأمن التابع للأمم المتحدة لعام 1970
تتضمن قائمة قرارات مجلس الأمن التابع للأمم المتحدة لعام 1970 جميع القرارات الصادرة عن مجلس الأمن التابع للأمم المتحدة خلال العام 1970.

## القائمة
| رقم القرار | الرمز            | نص القرار                         | موضوع القرار |
| ---------- | ---------------- | --------------------------------- | --- |
| 276        | S/RES/276 (1970) | نص الوثيقة على موقع الأمم المتحدة | الوضع في ناميبيا                                                                                                 |
| 277        | S/RES/277 (1970) | نص الوثيقة على موقع الأمم المتحدة | رودسيا الجنوبية                                                                                                  |
| 278        | S/RES/278 (1970) | نص الوثيقة على موقع الأمم المتحدة | مسألة البحرين |
| 279        | S/RES/279 (1970) | نص الوثيقة على موقع الأمم المتحدة | الوضع في الشرق الأوسط                                                                                            |
| 280        | S/RES/280 (1970) | نص الوثيقة على موقع الأمم المتحدة | الوضع في الشرق الأوسط                                                                                            |
| 281        | S/RES/281 (1970) | نص الوثيقة على موقع الأمم المتحدة | مسألة قبرص |
| 282        | S/RES/282 (1970) | نص الوثيقة على موقع الأمم المتحدة | مسألة الصراع العنصري في جنوب أفريقيا الناجمة عن سياسات التمييز العنصري المتبعة من قبل حكومة جمهورية جنوب أفريقيا |
| 283        | S/RES/283 (1970) | نص الوثيقة على موقع الأمم المتحدة | ناميبيا |
| 284        | S/RES/284 (1970) | نص الوثيقة على موقع الأمم المتحدة | ناميبيا |
| 285        | S/RES/285 (1970) | نص الوثيقة على موقع الأمم المتحدة | الشرق الأوسط |
| 286        | S/RES/286 (1970) | نص الوثيقة على موقع الأمم المتحدة | الوضع الناتج عن تزايد حوادث اختطاف الطائرات التجارية                                                             |
| 287        | S/RES/287 (1970) | نص الوثيقة على موقع الأمم المتحدة | قبول أعضاء جدد في الأمم المتحدة: فيجي                                                                            |
| 288        | S/RES/288 (1970) | نص الوثيقة على موقع الأمم المتحدة | رودسيا الجنوبية                                                                                                  |
| 289        | S/RES/289 (1970) | نص الوثيقة على موقع الأمم المتحدة | الشكوى المقدمة من قبل غينيا                                                                                      |
| 290        | S/RES/290 (1970) | نص الوثيقة على موقع الأمم المتحدة | الشكوى المقدمة من قبل غينيا                                                                                      |
| 291        | S/RES/291 (1970) | نص الوثيقة على موقع الأمم المتحدة | مسألة قبرص |

## المرجع
1. ↑  "Security Council Resolutions" (بالإنجليزية). الأمم المتحدة. Archived from the original on 2018-10-19. Retrieved 22 شباط / فبراير 2017. {{استشهاد ويب}}: تحقق من التاريخ في: |تاريخ الوصول= (help)